# Усатые колючие акулы
Усатые колючие акулы (лат. Cirrhigaleus) — род акул семейства катрановых акул отряда катранообразных, в которое включают 3 вида. Максимальный зарегистрированный размер 1,23 м. Имеются длинные усики, которые достают до рта. Рыло приплюснутое, короткое и закруглённое. Губы тонкие. Верхние зубы немного меньше нижних. Как верхние, так и нижние зубы сцеплены между собой, образуя единую режущую поверхность, подобную лезвию. У основания спинных плавников имеются длинные выступающие шипы. Анальный плавник отсутствует. Верхние и нижние зубы одинакового размера. На хвостовом стебле имеются латеральные кили. Вентральная выемка на верхней лопасти хвостового плавника отсутствует.
Название рода происходит от слов лат. cirrus — «бахрома», «локон», «усик», «завиток» и греч. γαλεός  — «акула».

## Классификация
- Cirrhigaleus asper (Merrett, 1973)
- Cirrhigaleus australis W. T. White, Last & Stevens, 2007
- Cirrhigaleus barbifer —  S. Tanaka (I), 1912, или Усатая колючая акула